# Frithjof Schuon
Frithjof Schuon, senare 'Isa Nur al-Din, född 18 juni 1907 i Basel i Schweiz, död 5 maj 1998 i Bloomington i Indiana i USA, var en schweizisk religionsfilosof, sufier och företrädare för philosophia perennis. Han är författare till en rad internationellt uppmärksammade böcker om religionens värld, främst De l'unité transcendante des religions (Religionernas transcendenta enhet) som behandlar religionernas esoteriska beröringspunkter. Frithjof Schuons tankevärld har introducerats till svenska av författarna Kurt Almqvist och Tage Lindbom. En av hans främsta nu levande lärjungar är den iranske religionsvetaren och sufimästaren Seyyed Hossein Nasr.

## Citat
| ”                                                       | Att vara till är ingenting obetydligt, vilket bevisas av att ingen kan få fram ett enda dammkorn ur intet. Och medvetandet är ej heller lika med ingenting: vi skulle inte kunna förmedla en enda gnista av det till ett livlöst föremål. Gapet mellan intet och det minsta föremål är absolut, och denna absoluthet tillhör i grund och botten Gud. | „ |
| – Frithjof Schuon, Tidlös besinning i besinningslös tid | |   |

## Verk
- The Transcendent Unity of Religions, 1953 (Reviderad upplaga, 1975, 1984, The Theosophical Publishing House, 1993)
- Spiritual Perspectives and Human Facts, 1954, 1969 (Ny översättning, Perennial Books, 1987)
- Gnosis: Divine Wisdom, 1959, 1978, Perennial Books 1990
- Language of the Self, 1959 (Reviderad upplaga, World Wisdom Books, 1999)
- Stations of Wisdom, 1961, 1980 (Reviderad översättning, World Wisdom Books, 1995)
- Understanding Islam, 1963, 1965, 1972, 1976, 1979, 1981, 1986, 1989 (Reviderad översättning, World Wisdom Books, 1994, 1998)
- Light on the Ancient Worlds, 1966, World Wisdom Books, 1984
- In the Tracks of Buddhism, 1968, 1989 (Ny översättning, Treasures of Buddhism, World Wisdom Books, 1993)
- Logic and Transcendence, 1975, Perennial Books, 1984
- Esoterism as Principle and as Way, Perennial Books, 1981, 1990
- Castes and Races, Perennial Books, 1959, 1982
- Sufism: Veil and Quintessence, World Wisdom Books, 1981
- From the Divine to the Human, World Wisdom Books, 1982
- Christianity/Islam, World Wisdom Books, 1985
- The Essential Writings of Frithjof Schuon (S.H. Nasr, Ed.) , 1986, Element, 1991
- Survey of Metaphysics and Esoterism, World Wisdom Books, 1986, 2000
- In the Face of the Absolute, World Wisdom Books, 1989, 1994
- The Feathered Sun: Plain Indians in Art & Philosophy, World Wisdom Books, 1990
- To Have a Center, World Wisdom Books, 1990
- Roots of the Human Condition, World Wisdom Books, 1991
- Images of Primordial & Mystic Beauty: Paintings by Frithjof Schuon, Abodes, 1992
- Echoes of Perennial Wisdom, World Wisdom Books, 1992
- The Play of Masks, World Wisdom Books, 1992
- Road to the Heart, World Wisdom Books, 1995
- The Transfiguration of Man, World Wisdom Books, 1995
- The Eye of the Heart, World Wisdom Books, 1997

Följande samlingar med Schuons verk har publicerats postumt:
- Songs for a Spiritual Traveler: Selected Poems, World Wisdom, 2002
- Form and Substance in the Religions, World Wisdom, 2002
- Adastra & Stella Maris: Poems by Frithjof Schuon, World Wisdom, 2003
- Fullness Of God: Frithjof Schuon On Christianity, World Wisdom, 2004

## Av och om Frithjof Schuon på svenska
- Tidlös besinning i besinningslös tid, Ur Frithjof Schuons verk, inledning och översättning av Kurt Almqvist, 1973, ISBN 91-27-41974-6.
- I Frithjof Schuons fotspår av Tage Lindbom, med inledning av Ashk Dahlén, Stockholm: Prisma, 2003, ISBN 91-518-4138-X.